# 北澳洲側帶小公魚
北澳洲側帶小公魚為輻鰭魚綱鲱形目鳀科的其中一種，分布於澳洲北領地海域，棲息深度可達50公尺，本魚體細長，前鰓蓋凸，後緣圓。峽部肌肉逐漸變細，臀鰭鰭條16枚，體長可達7.2公分，棲息在沿海。

## 擴展閱讀
- 維基物種上的相關：北澳洲側帶小公魚